# هنري خوري
هنري خوري (27 فبراير 1951 -) قاضٍ وسياسي لبناني يشغل منصب وزير العدل في حكومة نجيب ميقاتي الثالثة منذ سبتمبر 2021.
قاض، تولى سابقا رئاسة الغرفة الأولى لمحاكم الدرجة الأولى في جبل لبنان، ورئاسة الغرفة الثالثة في البقاع (محكمة الجنايات). كما تولى رئاسة الغرفة الثانية لمحكمة الاستئناف في جبل لبنان (محكمة الجنايات) . وعين رئيساً لمجلس شورى الدولة في أغسطس/ آب 2017، ثم تقاعد من هذا المنصب في فبراير 2019.